# Kemijska energija
Kemijska energija se može definirati kao rad koji obave električne sile prilikom preslagivanja električnih naboja – protona i elektrona – u kemijskim procesima. To je energija koja je pohranjena u kemijskim vezama i jedna je od oblika potencijalne energije, a proizlazi iz različitih načina vezivanja atoma u molekule.
Ako se kemijska energija sustava smanji u kemijskoj reakciji to znači da je razlika emitirana u okolinu u obliku svjetlosti ili topline, a ako se kemijska energija poveća to znači da je sustav iz okoline uzeo određenu količinu energije i to najčešće u obliku svjetlosti ili topline.
Kemijska se energija oslobađa u različitim kemijskim reakcijama. Ona ovisi o kemijskom sastavu tvari, odnosno o njenoj molekularnoj građi. 
Tako fosilna goriva mogu gorjeti, tj. spajati se s kisikom. Tim se postupkom oslobađa energija sadržana u njihovim molekulama.